# Angelica Kauffmann
Maria Anna Angelica (Angelika) Katharina Kauffmann (Chur, 30. listopada 1741. – Rim, 5. studenoga 1807.) - švicarsko-austrijska slikarica, jedna od najznačajnijih slikarica 18. stoljeća.
Rodila se u švicarskom gradu Churu. Osnove slikarstva učila je od oca Austrijanca Johanna Josepha Kauffmann, također slikara. Uz materinjski njemački jezik, naučila je i engleski, talijanski i francuski. Veći dio života provela je u Londonu i Rimu. Za vrijeme jednog od putovanja u Rim 1758. godine upoznala je njemačkoga arheologa Johanna Joachima Winckelmanna, vodeću ličnost neoklasističkog pokreta. Pod njegovim utjecajem počela je slikati povijesne i mitološke scene. 
Od 1766. do 1781. godine živjela je u Londonu. Upoznala je istaknutoga slikara Sir Joshua Reynoldsa, koji joj je pomagao. Postala je članice Kraljevske akademije u Londonu 1768. godine. Tamo se vjenčala za talijanskog slikara Antonia Lucchija i uskoro se s njim preselila u Rim. Njihova kuća postala je središte društvenog života. Umjetnici i poznate osobe okupljali su se u njihovom domu.
Angelica Kauffmann zbog poznavanja jezika i umjetnosti postala je vodič po rimskim muzejima, galerijama i znamenitostima mnogim uglednim ličnostima, koje su dolazili u Rim. Tako je bila pratnja Johannu Wolfgangu Goetheu za vrijeme njegova boravka u Rimu. Goethe je za nju napisao u svom djelu “Putovanje u Italiji”, da je “izuzetno talentirana slikarica i samozatajna osoba te istančanog ukusa za sve što je lijepo, vrijedno i istinito”. Johann Goettfried Herder prozvao je Angelicu Kauffmann “vjerojatno najkulturnijom ženom u Europi”.
Njezino slikarstvo bilo je na prijelazu iz razdoblja rokoko-a u neoklasicizam. Slikala je portrete poznatih osoba poput Goethea i Winckelmanna, mitološke prizore i autoportrete.
Njen sprovod 7. studenog 1807. godine u Rimu bio je s oko 100 svećenika i mnogo uzvanika iz svijeta slikarstva i umjetnosti.

## Galerija
- Idealni portret Shakespearea, o. 1770.
- Portret muža (Antonio Zucchi), 1781.
- Glazba i slikarstvo, 1882.
- Miranda i Ferdinand u Oluji, 1782.
- Portret mladog Goethea, 1787.
- Venera uvjerava Helenu da ode s Parisom, 1790.
- Alkestidina smrt, 1741.-1807.
- Trojil i Kresida, bakropis po Shakespeareovoj drami iz 1895.

## Izložbe
- Retrospektive Angelika Kauffmann (270 works, c. 450 ill. ), Düsseldorf, Kunstmuseum (Nov. 15th 1998 - Jan. 24th 1999); München, Haus der Kunst (Febr. 5th - April 18th 1999); Chur, Bündner Kunstmuseum (May 8th - July 11th 1999).

## Vanjske poveznice
- Angelica Kauffman Research Project